# Прудник Світлана Володимирівна
Світлана Володимирівна Прудник (28 березня 1956 року, м. Нікополь, Дніпропетровська область) — письменниця, літературний редактор, журналістка. Член національних спілок журналістів і письменників.

## Життєпис

##### Дитинство:
Народилася 28 березня 1956 року в м. Нікополі Дніпропетровської області. У 1973 році закінчила із золотою медаллю Нікопольску середню школу № 19.
Ось як про своє дитинство розповідає сама письменниця: 
«У нас була велика родина, нас було троє сестричок, мама хворіла, а тато працював сталеваром. Але, незважаючи на те, що це така далека від літератури професія, у нас книжки були. Тато носив книжки з бібліотеки, при нагоді купував. Зараз кажуть книжкова шафа, а у нас була книжкова етажерка. На тій етажерці було багато різних книжок, передплачували "Роман-газету", журнал "Дніпро", дитячі журнали. На це грошей не шкодували.»

##### Освіта:
З 1973 по 1978 рік — студентка факультету журналістики Київського національного університету імені Т. Г. Шевченка.

##### Доросле життя:
Після закінчення університету працювала в редакції дитячої газети “Зірка”, з вересня 1995 року — редактор відділу літератури всеукраїнського дитячого журналу “Барвінок”.
З майбутнім чоловіком (письменником-гумористом, сатириком і багаторічним редактором журналу «Перець» Михайлом Прудником) познайомилися на факультеті журналістики Київського державного університету ім. Т. Шевченка, де разом навчались.
Ось як про їхню першу зустріч розповідає сама Світлана Прудник:
«З Михайлом ми познайомилися у новорічну ніч 1975-го. Розмовляли кілька годин, але забули домовитися про найголовніше: коли наше наступне побачення. Тож уранці і він, і я раз у раз квапилися з чайником на кухню: може, пощастить зустрітися в коридорі. Жили на одному поверсі в четвертому гуртожитку на вулиці Ломоносова. Тільки він уже був п’ятикурсником, а я — другокурсницею»
Має трьох синів, які свого часу обрали фах журналіста:
«Сини не могли не заразитися творчістю від мами й тата. Тож у дитинстві вдома були і рукописні книжечки, і стіннівки, згодом — публікації у дитячих газетах «Зірка», «Пєрємєна», «Перченя», пізніше — у дорослих виданнях. Усі троє закінчили Інститут журналістики Київського національного університету імені Т. Шевченка. Старший Михайло — журналіст, кандидат політичних наук, працює на телебаченні, автор і ведучий міжнародного тижневика «Час за Гринвічем». Середній Микола — головний і випусковий редактор програми «ДжеДАІ», канал «2+2», найменший Остап — артдиректор в ІТ-компанії. Писати і поважати слово їх вчив батько».

## Творчість
Авторка книжок для малих читачів: «Казки Затишного лісу», «Острів балакунів», «Одинадцять казок про дванадцять місяців», «Якби ти був добрим», «Стрибаюче місто» та інших.
Друкувалася в газетах “Зірка”, “Перченя”, “Порадниця”, журналах “Барвінок”, “Малятко”, “Ангелятко, “Мамине сонечко”, “Перець”, “Початкова школа”, читанках. Казки звучать у передачі “Вечірня колисанка” на українському радіо.
Написала казку "Як знайшлися літери", яка увійшла до короткого списку Дитячої книги року ВВС-2012:
«Зразу скажу – це не абетка. Її сприймають так спрощено, але це не абетка. Мені просто дуже образливо, що постає питання, буває, якою мовою дитині говорити чи якою мовою вчитися в школі. Дитина має вчити рідну мову, знати, бачити це все, тому я прагнула у цій казці показати, які гарні наші літери, які гарні наші слова. Я вплітаю у текст такі слова, про які сучасна дитина може вже і не знати, адже ці слова зникають».

## Відзнаки і нагороди
- Заслужений журналіст України.
- Нагороджена Грамотою Верховної Ради
- Нагороджена Грамотою Кабінету Міністрів
- Написала казку "Як знайшлися літери", яка увійшла до короткого списку Дитячої книги року ВВС-2012.

## Цитати
«У абетці - разом, дружно – літери є великою силою, яка називається "мова"»
«Книжка – це літери-значки. Але коли дитина читає, вона за ними уявляє весь світ»
«Мій читач дуже різний – веселий, допитливий, чорнявий, русявий, Галинки, Петрики – вони усі бешкетливі, вередливі серед них є, але вони усі гарні. Чому гарні? Тому що діти приходять у світ для щастя. Згодом з них можуть виростати похмурі і заклопотані дорослі, але в дитинстві вони усі такі».

##### Книжки для дітей:[1]
- «Казки Затишного лісу»,
- «Острів балакунів»,
- «Одинадцять казок про дванадцять місяців»,
- «Якби ти був добрим»,
- «Стрибаюче місто»,
- «Як знайшлися літери»
- «Як їжаки у вирій літали»

- «Дві миші у кота на спині»